# Maurits van Oranje-Nassau (1843-1850)

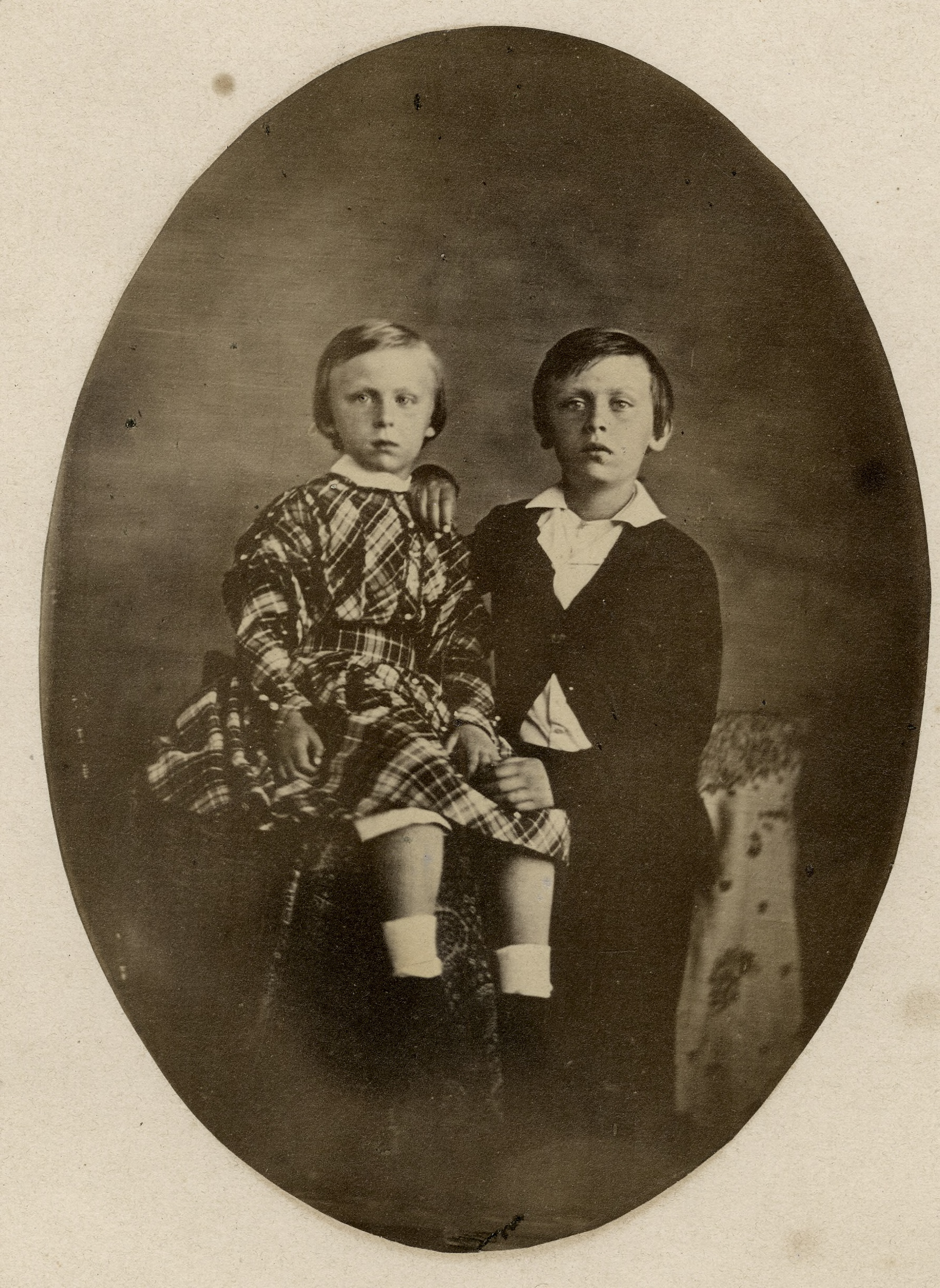
Maurits, met zijn oudere broer Willem in 1849

Willem Frederik Maurits Alexander Hendrik Karel (Den Haag, 15 september 1843 – Den Haag, 4 juni 1850), Prins der Nederlanden, Prins van Oranje-Nassau, was de tweede zoon van koning Willem III en koningin Sophie.
Naar het zich laat aanzien was Maurits een makkelijker, aangenamer kind dan zijn oudere broer Willem. “Van de twee kinderen is het kleintje verreweg het aardigst. In hem vind ik veel van mijn eigen goede en slechte eigenschappen terug”, schreef zijn moeder in september 1849. Het kind had echter een zwakke gezondheid, zoals koningin Sophie twee maanden later in een brief berichtte: “Het kleintje is lief en zoet, maar zijn gezondheidstoestand vereist voortdurende aandacht.”
In mei 1850 werd Maurits opnieuw ziek. Koningin Sophie, die alle vertrouwen had verloren in hofarts Everard, liet een andere arts komen om haar kind te behandelen. Deze dokter Ter Winkel was van mening dat zijn patiënt niets mankeerde dan "een vuile maag”, waarvoor hij Maurits met onder andere muskus behandelde.
Koning Willem III had geen vertrouwen in de medicijnen of in de dokter, maar besloot zich er niet mee te bemoeien. “De koningin moet haar hoofd maar volgen, zij heeft de gevolgen voor hare rekening”, zei hij tegen de gouverneur van zijn zoons, jonkheer De Casembroot. Die laatste antwoordde daarop: “Sire, dat is verkeerd van u, als vader moet gij er u mede bemoeijen, als het kind sterft, dan hebt gij het even goed op uwe rekening.” De koning was het daarmee eens en ging onmiddellijk naar de kamer van zijn zieke zoon. Hofarts Everard was inmiddels ook gearriveerd en had geconstateerd dat Maurits niet aan een vuile maag leed, maar aan een beginnende hersenontsteking. Er ontstond een woordenwisseling tussen de beide artsen, waarna de koning in woede uitbarstte en tegen Ter Winkel uitvoer: “Wat, Mijnheer, u durft te lachen? U bent niets dan een miserabele ignorant! Ga heen en kom hier nooit meer terug!”
Daarop vertrok Ter Winkel en nam Everard de behandeling van de zieke Maurits over. Hij consulteerde nog twee andere artsen, maar het mocht niet baten. Maurits werd steeds zieker en zijn situatie werd er volgens gouverneur De Casembroot niet beter op door het "onverstandig misbaar" dat de koningin maakte. Hoewel Willem III het had verboden en Everard erop tegen was, haalde ze steeds weer haar oudste zoon naar het ziekbed van zijn broertje. De Casembroot zelf kreeg Maurits op 4 juni nog even te zien. Het kind herkende hem en zei met zwakke stem: “dag mijnheer”. Aan het eind van de middag bracht de koningin haar oudste zoon opnieuw naar de ziekenkamer, waar Maurits inmiddel op sterven lag. De Casembroot, die het daar absoluut mee oneens was, haalde de jonge kroonprins er weg. Een kwartier later kreeg hij te horen dat Maurits was overleden. Het prinsje was zes jaar oud.
De koning uitte zijn verdriet in een brief. "Mijn arme kind is dood!" schreef hij aan de intendant van de Koninklijke Schouwburg.
Een verbitterde koningin schreef aan een vriendin:

Mijn kind is dood. Zelf heb ik de oogjes dichtgedrukt. Al wat me op deze aarde nog restte aan hoop en vreugde is voor altijd weg… Ik hoop dat ik gauw mag sterven. Iedere dag neemt mijn ellende toe. Ieder gezicht dat ik moet zien is me een marteling; onafgebroken heb ik het spitse gezichtje van mijn stervende kind voor ogen, hoe hij me smeekte hem te helpen, terwijl er geen enkele hulp mogelijk was…
— Koningin Sophie aan lady Malet, 8 juni 1850 in: S.W. Jackman en Hella Haasse, Een vreemdelinge in Den Haag, p.106

Sophie herstelde nooit meer helemaal van het verlies van haar zoontje. Ze nam haar toevlucht in seances, waarbij ze hoopte contact te leggen met haar overleden kind. Na de geboorte van haar jongste zoon Alexander in 1851 liet de koningin de beeldhouwer Jan Antonie van de Ven een beeld maken van Maurits als beschermengel met zijn babybroertje in zijn armen. Het bevindt zich tegenwoordig op Paleis Het Loo.
Op 10 juni 1850 werd prins Maurits bijgezet in de grafkelder van de Oranjes in de Nieuwe Kerk te Delft. Bij zijn uitvaart waren geen leden van de koninklijke familie aanwezig.
De Mauritskade in Den Haag is naar hem vernoemd.

## Stamboom
| Koning Frederik I van Württemberg (1754-1816) | Koning Frederik I van Württemberg (1754-1816) | Koning Frederik I van Württemberg (1754-1816) | Koning Frederik I van Württemberg (1754-1816) | Koning Frederik I van Württemberg (1754-1816) | Koning Frederik I van Württemberg (1754-1816) |                                             |                                             | Hertogin Augusta Caroline van Brunswijk (1764-1788) | Hertogin Augusta Caroline van Brunswijk (1764-1788) | Hertogin Augusta Caroline van Brunswijk (1764-1788) | Hertogin Augusta Caroline van Brunswijk (1764-1788) | Hertogin Augusta Caroline van Brunswijk (1764-1788)     | Hertogin Augusta Caroline van Brunswijk (1764-1788)     |                                                         |                                                         | Tsaar Paul I van Rusland (1754-1801)                    | Tsaar Paul I van Rusland (1754-1801)                    | Tsaar Paul I van Rusland (1754-1801) | Tsaar Paul I van Rusland (1754-1801) | Tsaar Paul I van Rusland (1754-1801) | Tsaar Paul I van Rusland (1754-1801) |  |  | Prinses Sophia Dorothea van Württemberg (1759-1828) | Prinses Sophia Dorothea van Württemberg (1759-1828) | Prinses Sophia Dorothea van Württemberg (1759-1828) | Prinses Sophia Dorothea van Württemberg (1759-1828) | Prinses Sophia Dorothea van Württemberg (1759-1828) | Prinses Sophia Dorothea van Württemberg (1759-1828) |                                                    |                                                    | Koning Willem I der Nederlanden (1772-1843)        | Koning Willem I der Nederlanden (1772-1843)        | Koning Willem I der Nederlanden (1772-1843)   | Koning Willem I der Nederlanden (1772-1843)   | Koning Willem I der Nederlanden (1772-1843)   | Koning Willem I der Nederlanden (1772-1843)   |                                              |                                              | Prinses Wilhelmina van Pruisen (1774-1837)   | Prinses Wilhelmina van Pruisen (1774-1837)   | Prinses Wilhelmina van Pruisen (1774-1837) | Prinses Wilhelmina van Pruisen (1774-1837) | Prinses Wilhelmina van Pruisen (1774-1837) | Prinses Wilhelmina van Pruisen (1774-1837) |  |  | George II van Waldeck-Pyrmont (1789-1845) | George II van Waldeck-Pyrmont (1789-1845) | George II van Waldeck-Pyrmont (1789-1845) | George II van Waldeck-Pyrmont (1789-1845) | George II van Waldeck-Pyrmont (1789-1845)     | George II van Waldeck-Pyrmont (1789-1845)     |                                               |                                               | Emma van Anhalt-Bernburg-Schaumburg-Hoym (1802-1858) | Emma van Anhalt-Bernburg-Schaumburg-Hoym (1802-1858) | Emma van Anhalt-Bernburg-Schaumburg-Hoym (1802-1858) | Emma van Anhalt-Bernburg-Schaumburg-Hoym (1802-1858) | Emma van Anhalt-Bernburg-Schaumburg-Hoym (1802-1858) | Emma van Anhalt-Bernburg-Schaumburg-Hoym (1802-1858) |  |  | Willem van Nassau (1792-1839) | Willem van Nassau (1792-1839) | Willem van Nassau (1792-1839) | Willem van Nassau (1792-1839) | Willem van Nassau (1792-1839) | Willem van Nassau (1792-1839) |                               |                               | Pauline van Württemberg (1810-1856) | Pauline van Württemberg (1810-1856) | Pauline van Württemberg (1810-1856) | Pauline van Württemberg (1810-1856) | Pauline van Württemberg (1810-1856) | Pauline van Württemberg (1810-1856) |
| Koning Frederik I van Württemberg (1754-1816) | Koning Frederik I van Württemberg (1754-1816) | Koning Frederik I van Württemberg (1754-1816) | Koning Frederik I van Württemberg (1754-1816) | Koning Frederik I van Württemberg (1754-1816) | Koning Frederik I van Württemberg (1754-1816) |                                             |                                             | Hertogin Augusta Caroline van Brunswijk (1764-1788) | Hertogin Augusta Caroline van Brunswijk (1764-1788) | Hertogin Augusta Caroline van Brunswijk (1764-1788) | Hertogin Augusta Caroline van Brunswijk (1764-1788) | Hertogin Augusta Caroline van Brunswijk (1764-1788)     | Hertogin Augusta Caroline van Brunswijk (1764-1788)     |                                                         |                                                         | Tsaar Paul I van Rusland (1754-1801)                    | Tsaar Paul I van Rusland (1754-1801)                    | Tsaar Paul I van Rusland (1754-1801) | Tsaar Paul I van Rusland (1754-1801) | Tsaar Paul I van Rusland (1754-1801) | Tsaar Paul I van Rusland (1754-1801) |  |  | Prinses Sophia Dorothea van Württemberg (1759-1828) | Prinses Sophia Dorothea van Württemberg (1759-1828) | Prinses Sophia Dorothea van Württemberg (1759-1828) | Prinses Sophia Dorothea van Württemberg (1759-1828) | Prinses Sophia Dorothea van Württemberg (1759-1828) | Prinses Sophia Dorothea van Württemberg (1759-1828) |                                                    |                                                    | Koning Willem I der Nederlanden (1772-1843)        | Koning Willem I der Nederlanden (1772-1843)        | Koning Willem I der Nederlanden (1772-1843)   | Koning Willem I der Nederlanden (1772-1843)   | Koning Willem I der Nederlanden (1772-1843)   | Koning Willem I der Nederlanden (1772-1843)   |                                              |                                              | Prinses Wilhelmina van Pruisen (1774-1837)   | Prinses Wilhelmina van Pruisen (1774-1837)   | Prinses Wilhelmina van Pruisen (1774-1837) | Prinses Wilhelmina van Pruisen (1774-1837) | Prinses Wilhelmina van Pruisen (1774-1837) | Prinses Wilhelmina van Pruisen (1774-1837) |  |  | George II van Waldeck-Pyrmont (1789-1845) | George II van Waldeck-Pyrmont (1789-1845) | George II van Waldeck-Pyrmont (1789-1845) | George II van Waldeck-Pyrmont (1789-1845) | George II van Waldeck-Pyrmont (1789-1845)     | George II van Waldeck-Pyrmont (1789-1845)     |                                               |                                               | Emma van Anhalt-Bernburg-Schaumburg-Hoym (1802-1858) | Emma van Anhalt-Bernburg-Schaumburg-Hoym (1802-1858) | Emma van Anhalt-Bernburg-Schaumburg-Hoym (1802-1858) | Emma van Anhalt-Bernburg-Schaumburg-Hoym (1802-1858) | Emma van Anhalt-Bernburg-Schaumburg-Hoym (1802-1858) | Emma van Anhalt-Bernburg-Schaumburg-Hoym (1802-1858) |  |  | Willem van Nassau (1792-1839) | Willem van Nassau (1792-1839) | Willem van Nassau (1792-1839) | Willem van Nassau (1792-1839) | Willem van Nassau (1792-1839) | Willem van Nassau (1792-1839) |                               |                               | Pauline van Württemberg (1810-1856) | Pauline van Württemberg (1810-1856) | Pauline van Württemberg (1810-1856) | Pauline van Württemberg (1810-1856) | Pauline van Württemberg (1810-1856) | Pauline van Württemberg (1810-1856) |
|                                               |                                               |                                               |                                               |                                               |                                               |                                             |                                             |                                                     |                                                     |                                                     |                                                     |                                                         |                                                         |                                                         |                                                         |                                                         |                                                         |                                      |                                      |                                      |                                      |  |  |                                                     |                                                     |                                                     |                                                     |                                                     |                                                     |                                                    |                                                    |                                                    |                                                    |                                               |                                               |                                               |                                               |                                              |                                              |                                              |                                              |                                            |                                            |                                            |                                            |  |  |                                           |                                           |                                           |                                           |                                               |                                               |                                               |                                               |                                                      |                                                      |                                                      |                                                      |                                                      |                                                      |  |  |                               |                               |                               |                               |                               |                               |                               |                               |                                     |                                     |                                     |                                     |                                     |                                     |
|                                               |                                               |                                               |                                               |                                               |                                               |                                             |                                             |                                                     |                                                     |                                                     |                                                     |                                                         |                                                         |                                                         |                                                         |                                                         |                                                         |                                      |                                      |                                      |                                      |  |  |                                                     |                                                     |                                                     |                                                     |                                                     |                                                     |                                                    |                                                    |                                                    |                                                    |                                               |                                               |                                               |                                               |                                              |                                              |                                              |                                              |                                            |                                            |                                            |                                            |  |  |                                           |                                           |                                           |                                           |                                               |                                               |                                               |                                               |                                                      |                                                      |                                                      |                                                      |                                                      |                                                      |  |  |                               |                               |                               |                               |                               |                               |                               |                               |                                     |                                     |                                     |                                     |                                     |                                     |
|                                               |                                               |                                               |                                               | Koning Willem I van Württemberg (1781-1864)   | Koning Willem I van Württemberg (1781-1864)   | Koning Willem I van Württemberg (1781-1864) | Koning Willem I van Württemberg (1781-1864) | Koning Willem I van Württemberg (1781-1864)         | Koning Willem I van Württemberg (1781-1864)         |                                                     |                                                     | Grootvorstin Catharina Paulowna van Rusland (1788-1819) | Grootvorstin Catharina Paulowna van Rusland (1788-1819) | Grootvorstin Catharina Paulowna van Rusland (1788-1819) | Grootvorstin Catharina Paulowna van Rusland (1788-1819) | Grootvorstin Catharina Paulowna van Rusland (1788-1819) | Grootvorstin Catharina Paulowna van Rusland (1788-1819) |                                      |                                      |                                      |                                      |  |  |                                                     |                                                     |                                                     |                                                     | Grootvorstin Anna Paulowna van Rusland (1795-1865)  | Grootvorstin Anna Paulowna van Rusland (1795-1865)  | Grootvorstin Anna Paulowna van Rusland (1795-1865) | Grootvorstin Anna Paulowna van Rusland (1795-1865) | Grootvorstin Anna Paulowna van Rusland (1795-1865) | Grootvorstin Anna Paulowna van Rusland (1795-1865) |                                               |                                               | Koning Willem II der Nederlanden (1792-1849)  | Koning Willem II der Nederlanden (1792-1849)  | Koning Willem II der Nederlanden (1792-1849) | Koning Willem II der Nederlanden (1792-1849) | Koning Willem II der Nederlanden (1792-1849) | Koning Willem II der Nederlanden (1792-1849) |                                            |                                            |                                            |                                            |  |  |                                           |                                           |                                           |                                           | George Victor van Waldeck-Pyrmont (1831-1893) | George Victor van Waldeck-Pyrmont (1831-1893) | George Victor van Waldeck-Pyrmont (1831-1893) | George Victor van Waldeck-Pyrmont (1831-1893) | George Victor van Waldeck-Pyrmont (1831-1893)        | George Victor van Waldeck-Pyrmont (1831-1893)        |                                                      |                                                      |                                                      |                                                      |  |  |                               |                               |                               |                               | Helena van Nassau (1831-1888) | Helena van Nassau (1831-1888) | Helena van Nassau (1831-1888) | Helena van Nassau (1831-1888) | Helena van Nassau (1831-1888)       | Helena van Nassau (1831-1888)       |                                     |                                     |                                     |                                     |
|                                               |                                               |                                               |                                               | Koning Willem I van Württemberg (1781-1864)   | Koning Willem I van Württemberg (1781-1864)   | Koning Willem I van Württemberg (1781-1864) | Koning Willem I van Württemberg (1781-1864) | Koning Willem I van Württemberg (1781-1864)         | Koning Willem I van Württemberg (1781-1864)         |                                                     |                                                     | Grootvorstin Catharina Paulowna van Rusland (1788-1819) | Grootvorstin Catharina Paulowna van Rusland (1788-1819) | Grootvorstin Catharina Paulowna van Rusland (1788-1819) | Grootvorstin Catharina Paulowna van Rusland (1788-1819) | Grootvorstin Catharina Paulowna van Rusland (1788-1819) | Grootvorstin Catharina Paulowna van Rusland (1788-1819) |                                      |                                      |                                      |                                      |  |  |                                                     |                                                     |                                                     |                                                     | Grootvorstin Anna Paulowna van Rusland (1795-1865)  | Grootvorstin Anna Paulowna van Rusland (1795-1865)  | Grootvorstin Anna Paulowna van Rusland (1795-1865) | Grootvorstin Anna Paulowna van Rusland (1795-1865) | Grootvorstin Anna Paulowna van Rusland (1795-1865) | Grootvorstin Anna Paulowna van Rusland (1795-1865) |                                               |                                               | Koning Willem II der Nederlanden (1792-1849)  | Koning Willem II der Nederlanden (1792-1849)  | Koning Willem II der Nederlanden (1792-1849) | Koning Willem II der Nederlanden (1792-1849) | Koning Willem II der Nederlanden (1792-1849) | Koning Willem II der Nederlanden (1792-1849) |                                            |                                            |                                            |                                            |  |  |                                           |                                           |                                           |                                           | George Victor van Waldeck-Pyrmont (1831-1893) | George Victor van Waldeck-Pyrmont (1831-1893) | George Victor van Waldeck-Pyrmont (1831-1893) | George Victor van Waldeck-Pyrmont (1831-1893) | George Victor van Waldeck-Pyrmont (1831-1893)        | George Victor van Waldeck-Pyrmont (1831-1893)        |                                                      |                                                      |                                                      |                                                      |  |  |                               |                               |                               |                               | Helena van Nassau (1831-1888) | Helena van Nassau (1831-1888) | Helena van Nassau (1831-1888) | Helena van Nassau (1831-1888) | Helena van Nassau (1831-1888)       | Helena van Nassau (1831-1888)       |                                     |                                     |                                     |                                     |
|                                               |                                               |                                               |                                               |                                               |                                               |                                             |                                             |                                                     |                                                     |                                                     |                                                     |                                                         |                                                         |                                                         |                                                         |                                                         |                                                         |                                      |                                      |                                      |                                      |  |  |                                                     |                                                     |                                                     |                                                     |                                                     |                                                     |                                                    |                                                    |                                                    |                                                    |                                               |                                               |                                               |                                               |                                              |                                              |                                              |                                              |                                            |                                            |                                            |                                            |  |  |                                           |                                           |                                           |                                           |                                               |                                               |                                               |                                               |                                                      |                                                      |                                                      |                                                      |                                                      |                                                      |  |  |                               |                               |                               |                               |                               |                               |                               |                               |                                     |                                     |                                     |                                     |                                     |                                     |
|                                               |                                               |                                               |                                               |                                               |                                               |                                             |                                             | Prinses Sophie van Wurtemberg (1818-1877)           | Prinses Sophie van Wurtemberg (1818-1877)           | Prinses Sophie van Wurtemberg (1818-1877)           | Prinses Sophie van Wurtemberg (1818-1877)           | Prinses Sophie van Wurtemberg (1818-1877)               | Prinses Sophie van Wurtemberg (1818-1877)               |                                                         |                                                         |                                                         |                                                         |                                      |                                      |                                      |                                      |  |  |                                                     |                                                     |                                                     |                                                     |                                                     |                                                     |                                                    |                                                    | Koning Willem III der Nederlanden (1817-1890)      | Koning Willem III der Nederlanden (1817-1890)      | Koning Willem III der Nederlanden (1817-1890) | Koning Willem III der Nederlanden (1817-1890) | Koning Willem III der Nederlanden (1817-1890) | Koning Willem III der Nederlanden (1817-1890) |                                              |                                              |                                              |                                              |                                            |                                            |                                            |                                            |  |  |                                           |                                           |                                           |                                           |                                               |                                               |                                               |                                               | Emma van Waldeck-Pyrmont (1858-1934)                 | Emma van Waldeck-Pyrmont (1858-1934)                 | Emma van Waldeck-Pyrmont (1858-1934)                 | Emma van Waldeck-Pyrmont (1858-1934)                 | Emma van Waldeck-Pyrmont (1858-1934)                 | Emma van Waldeck-Pyrmont (1858-1934)                 |  |  |                               |                               |                               |                               |                               |                               |                               |                               |                                     |                                     |                                     |                                     |                                     |                                     |
|                                               |                                               |                                               |                                               |                                               |                                               |                                             |                                             | Prinses Sophie van Wurtemberg (1818-1877)           | Prinses Sophie van Wurtemberg (1818-1877)           | Prinses Sophie van Wurtemberg (1818-1877)           | Prinses Sophie van Wurtemberg (1818-1877)           | Prinses Sophie van Wurtemberg (1818-1877)               | Prinses Sophie van Wurtemberg (1818-1877)               |                                                         |                                                         |                                                         |                                                         |                                      |                                      |                                      |                                      |  |  |                                                     |                                                     |                                                     |                                                     |                                                     |                                                     |                                                    |                                                    | Koning Willem III der Nederlanden (1817-1890)      | Koning Willem III der Nederlanden (1817-1890)      | Koning Willem III der Nederlanden (1817-1890) | Koning Willem III der Nederlanden (1817-1890) | Koning Willem III der Nederlanden (1817-1890) | Koning Willem III der Nederlanden (1817-1890) |                                              |                                              |                                              |                                              |                                            |                                            |                                            |                                            |  |  |                                           |                                           |                                           |                                           |                                               |                                               |                                               |                                               | Emma van Waldeck-Pyrmont (1858-1934)                 | Emma van Waldeck-Pyrmont (1858-1934)                 | Emma van Waldeck-Pyrmont (1858-1934)                 | Emma van Waldeck-Pyrmont (1858-1934)                 | Emma van Waldeck-Pyrmont (1858-1934)                 | Emma van Waldeck-Pyrmont (1858-1934)                 |  |  |                               |                               |                               |                               |                               |                               |                               |                               |                                     |                                     |                                     |                                     |                                     |                                     |
|                                               |                                               |                                               |                                               |                                               |                                               |                                             |                                             |                                                     |                                                     |                                                     |                                                     |                                                         |                                                         |                                                         |                                                         |                                                         |                                                         |                                      |                                      |                                      |                                      |  |  |                                                     |                                                     |                                                     |                                                     |                                                     |                                                     |                                                    |                                                    |                                                    |                                                    |                                               |                                               |                                               |                                               |                                              |                                              |                                              |                                              |                                            |                                            |                                            |                                            |  |  |                                           |                                           |                                           |                                           |                                               |                                               |                                               |                                               |                                                      |                                                      |                                                      |                                                      |                                                      |                                                      |  |  |                               |                               |                               |                               |                               |                               |                               |                               |                                     |                                     |                                     |                                     |                                     |                                     |
|                                               |                                               |                                               |                                               |                                               |                                               |                                             |                                             |                                                     |                                                     |                                                     |                                                     |                                                         |                                                         |                                                         |                                                         |                                                         |                                                         |                                      |                                      |                                      |                                      |  |  |                                                     |                                                     |                                                     |                                                     |                                                     |                                                     |                                                    |                                                    |                                                    |                                                    |                                               |                                               |                                               |                                               |                                              |                                              |                                              |                                              |                                            |                                            |                                            |                                            |  |  |                                           |                                           |                                           |                                           |                                               |                                               |                                               |                                               |                                                      |                                                      |                                                      |                                                      |                                                      |                                                      |  |  |                               |                               |                               |                               |                               |                               |                               |                               |                                     |                                     |                                     |                                     |                                     |                                     |
|                                               |                                               |                                               |                                               |                                               |                                               |                                             |                                             |                                                     |                                                     |                                                     |                                                     |                                                         |                                                         |                                                         |                                                         | Willem (1840-1879)                                      | Willem (1840-1879)                                      | Willem (1840-1879)                   | Willem (1840-1879)                   | Willem (1840-1879)                   | Willem (1840-1879)                   |  |  | Maurits (1843-1850)                                 | Maurits (1843-1850)                                 | Maurits (1843-1850)                                 | Maurits (1843-1850)                                 | Maurits (1843-1850)                                 | Maurits (1843-1850)                                 |                                                    |                                                    | Alexander (1851-1884)                              | Alexander (1851-1884)                              | Alexander (1851-1884)                         | Alexander (1851-1884)                         | Alexander (1851-1884)                         | Alexander (1851-1884)                         |                                              |                                              | Wilhelmina der Nederlanden (1880-1962)       | Wilhelmina der Nederlanden (1880-1962)       | Wilhelmina der Nederlanden (1880-1962)     | Wilhelmina der Nederlanden (1880-1962)     | Wilhelmina der Nederlanden (1880-1962)     | Wilhelmina der Nederlanden (1880-1962)     |  |  |                                           |                                           |                                           |                                           |                                               |                                               |                                               |                                               |                                                      |                                                      |                                                      |                                                      |                                                      |                                                      |  |  |                               |                               |                               |                               |                               |                               |                               |                               |                                     |                                     |                                     |                                     |                                     |                                     |